# 20962 Michizane
20962 Michizane è un asteroide della fascia principale. Scoperto nel 1977, presenta un'orbita caratterizzata da un semiasse maggiore pari a 2,6195694 UA e da un'eccentricità di 0,1209554, inclinata di 12,85253° rispetto all'eclittica.